# Zách János
Zách János, Zsámbéki János (Budapest, 1909. február 11. – Budapest, 1979. október 24.) magyar színész, színházi rendező, színigazgató, érdemes művész.

## Életpályája
1933-ban végzett az Országos Színészegyesület színiiskolájában. A fővárosban kabarékban, kisebb színházakban kapott szerepet. 1940-ben Szegedre, majd Pécsre szerződött. 1945-től ismét Pesten – a Madách, a Művész és az Úttörő Színházakban – játszott. 1949-ben szerződtette a Madách Színház, majd 1953-tól két évtizeden át a Vígszínház, illetve az egy időre „átkeresztelt” Magyar Néphadsereg Színházának tagja volt. Rendszeresen szerepelt az Irodalmi Színpadon és találkozhattunk nevével a Thália Színház színlapján is.
Elsősorban epizódszerepek hiteles alakítója volt. Egyik legismertebb alakítása az Indul a bakterház dühös susztere.
Az 1956/57-es szezonban elvállalta a kaposvári Csiky Gergely Színház igazgatását. Két évtizeddel később fia, Zsámbéki Gábor is betölthette ezt a posztot.
A Farkasréti temető 25. parcellájában nyugszik (1-54).

## Szerepeiből

### Színház
- Princec: Csodák országa (Aszokin) (1949)
- Mihalkov: Ilja Golovin (Sztyepán Petrovics) (1950)
- Szigligeti Ede: Liliomfi (Szilvai Professzor)(1950)
- Szigligeti Ede: II. Rákóczi Ferenc fogsága (Bucellini) (1951)
- Sztyepán Petrovics: Tamás bátyja kunyhója (Clayton) (1950)
- Rostand: Cyrano de Bergerac (Guiche gróf) (1952); (Ligniére) (1967)
- Sándor Kálmán: A harag napja (Bartos Géza) (1952)
- Molière: Tartuffe (Cléante) (1952)
- Schiller: Tell Vilmos (Rösselmann) (1954)
- Kipphardt: Shakespeare kerestetik (Dr. Müller) (1955)
- Shaw: Szent Johanna (Cauchon) (1955)
- Kálmán Imre: Csárdáskirálynő (Miska) (1956)
- Vörösmarty Mihály: Csongor és Tünde (Tudós) (1956)
- Thornton Wilder: A mi kis városunk (A rendező) (1957)
- Hubay Miklós: C'est la guerre (A férj) (1958)
- Kohut: Ilyen nagy szerelem (Főpincér) (1958)
- Nash: Az esőcsináló (Noah Curry) (1959)
- Tolsztoj: Háború és béke (Szergej Kuzmics) (1959)
- Tolsztoj: Anna Karenina (Tábornok) (1964)
- Dürrenmatt: Az öreg hölgy látogatása (Boby) (1959)
- Lawrence–Lee: Aki szelet vet (Brown tiszteletes) (1960)
- Majakovszkij: Poloska (Szónok) (1960)
- Goethe: Faust (Vándor) (1961)
- Szimonov: A lázadó lelkiismeret (1962)
- O’Neill: Amerikai Elektra (Dr. Joseph Blake) (1963)
- Svarc: Az árnyék (Titkostanácsos) (1963)
- Shakespeare: Rómeó és Júlia (Montague) (1963)
- Dosztojevszkij: A Karamazov testvérek (Zoszima) (1965)
- Heltai Jenő: A néma levente (Galeotto) (1966)
- Bruckner: Angliai Erzsébet (Walsingham) (1969)
- Ibsen: Solness építőmester (Knut Brovik) (1969)
- Pirandello: IV. Henrik (Genoni idegorvos) (1970)
- Tennessee Williams: Nyár és füst (Dr. Buchanan) (1971)
- Molnár Ferenc: Liliom (Dr. Reich) (1972)
- Hubay Miklós: Isten füle (Püspök) (1973)
- Vészi Endre est (1975)
- Déry Tibor–Szánthó Erika: Kedves Bópeer...! (Költő) (1976)
- Dürrenmatt: Az öreg hölgy látogatása (Polgármester) (1978)[6]

### Játékfilmek
- Fuss, hogy utolérjenek! (1972)
- Hekus lettem (1972)
- A múmia közbeszól (1967)
- Hideg napok (1966)
- Utószezon (1966)
- Egy magyar nábob (1966)
- Zöldár (1965)
- Édes Anna (1958)
- A harangok Rómába mentek (1958)
- Nyugati övezet (1952)
- Szabóné (1949)
- Egy asszony elindul (1948)
- Indul a bakterház (1979) (Varga Pista, a suszter)

### Szinkron
Az Internetes Szinkron Adatbázis 24 általa szinkronizált filmet katalogizál.
- 101 kiskutya (1961)
- Nyomorultak (1958)
- Tizenkét dühös ember (1957)
- Julius Caesar (1953)
- Krisztina királynő (1933)

### Televíziós sorozatok
- A világ közepe (1980)*[7]
- Abigél (1978)
- IV. Henrik király (1980)
- A szerelem bolondjai (1976)
- Sakk, Kempelen úr! (1976)
- Tornyot választok (1975)
- Aranyliba (1972)
- Tizennégy vértanú (1970)
- Halász doktor (1968)
- Tüskevár (1967)
- A sas meg a sasfiók

### Rádió
- Dosztojevszkij: A Karamazov testvérek (1971)
- Új Zrínyiász (1972)

## Rendezései
- A szent láng (Kaposvár 1957)
- Valaki hazudik (Vígszínház–Ódry Színpad 1961)

## Díjai, elismerései
- Hegedűs Gyula-emlékgyűrű (1971)
- Érdemes művész (1972)